# Haus Neufert
Das Haus Neufert im Weimarer Ortsteil Gelmeroda in Thüringen ist ein zweigeschossiges Wohn- und Atelierhaus aus Holz, das der am Staatlichen Bauhaus in Weimar ausgebildete Architekt Ernst Neufert 1929 für seine Familie erbaute. Es steht unter Denkmalschutz. Es hat die Anschrift Rudolstädter Straße 7.

## Beschreibung und Geschichte
Das Einfamilienhaus war ein Prototyp für eine geplante Holzhausserie auf einer Fläche von 10 × 10 Meter im Meter-Maßsystem, aus dem sich die Raumgrößen und das Konstruktionsraster ableiten. Im Erdgeschoss befinden sich die gemeinschaftlichen Räume und im Obergeschoss liegen vier private Schlafzimmer für Eltern, Großeltern und Kinder. Die Hälfte des Erdgeschosses nimmt das Wohnzimmer mit Bücherei ein, das großzügig von drei Seiten belichtet ist. Im hinteren Hausbereich befinden sich das Arbeitszimmer und die Küche. Im kellermäßig aus Stein erbauten Sockelgeschoss sind Vorrats-, Lager- und Diensträume untergebracht.
Das Haus wurde auf einem 9000 m² großen Grundstück in Schnellbauweise aus vorgefertigten Holzelementen errichtet. Nach zwei Tagen war Richtfest und nach sechs Wochen war es bezugsfertig. Als Ernst Neufert 1930 nach Berlin ging, hatte er das Haus nur kurz genutzt. Es hatte im Anschluss mehrere Besitzer und geriet im Laufe der Zeit in Vergessenheit. Nach der Wende erwarb es Neuferts Sohn Peter Neufert 1991 und ließ es durch eine Restaurierung in seinen ursprünglichen Zustand versetzen. Heute haben die Stiftung Ernst Neufert und das Transferzentrum Design der Bauhaus-Universität Weimar ihren Sitz im Gebäude. 1999 ließ Peter Neufert auf dem Grundstück die Neufert-Box als Ausstellungshalle auf 12 Etagen errichten.

## Bedeutung
Der damals revolutionäre Bau ist ein Beispiel für die von Neufert eingeführten Normierungen und Standardisierungen im Baubereich, die er 1936 im Standardwerk Bauentwurfslehre niederlegte. Für ihn war es ein Versuchshaus, um die von ihm entwickelte Holzskelettbauweise zur Ausführung zu bringen. Amerikanische Holzrahmenkonstruktionen dienten ihm als Vorbild. Das Haus ist neben dem Musterhaus Am Horn das einzige in Weimar gebaute Zeugnis des Bauhauses.